# Cyril Havermans
Cyril Havermans (Breda, 10 de octubre de 1948) es un músico neerlandés, reconocido por su participación en la banda de rock progresivo Focus.

## Biografía

### Inicios
En las primeras etapas de su carrera, Havermans fue el bajista y vocalista de varias bandas de pop neerlandesas en la década de 1960, usando el nombre artístico de Carel Hagemans. Estas agrupaciones fueron Peter and the Beats (1965-66), The Heralds (1966-67), Spacial Concept (1967-68) y Big Wheel (1968-1969). En 1969 empezó a dar conciertos como Cyriel Havermans con miembros de la incipiente banda Focus (Thijs van Leer, Martijn Dresden y Hans Cleuver).

### Focus
Su posición como bajista en la mencionada banda de rock progresivo duró cerca de un año, período durante el cual realizó muchos conciertos en vivo con el grupo y grabó el popular álbum Moving Waves. En 1971 el LP ganó el premio Edison, el equivalente holandés al Grammy en la categoría de mejor álbum del año. Según la revista Melody Maker, el disco alcanzó la segunda posición en las listas de éxitos del Reino Unido en 1973 y dio lugar a "Hocus Pocus", un sencllo de éxito en varios lugares del mundo. Aparte de los lamentos quejumbrosos de Cyriel en el segmento "Pupillae" de la suite "Eruption" del LP, sus talentos vocales no encontraron otra salida en este álbum mayormente instrumental.

### Carrera en solitario y otros proyectos
Havermans dejó la banda para iniciar una carrera en solitario con letras en inglés. Publicó un álbum homónimo en 1973 con el apoyo musical de sus antiguos compañeros Jan Akkerman, Thijs van Leer y Pierre van der Linden. Un segundo álbum, Mind Wave, fue publicado 1974, acompañado de algunos conciertos en territorio europeo como acto de apertura para Focus en 1975.
En 1983 reemplazó a André Reijnen como bajista en la banda Brainbox. En 2007 tocó el bajo en el grupo Three Pianos con los hermanos Paul y Tim Krempel. Ese mismo año cantó y tocó el bajo con los exmiembros de Brainbox, Kaz Lux y Rudy de Queljoe en el Festival Blues and Roots en Oosterhout, Holanda y en junio de 2011 fue invitado por la banda de rhythm & blues Cold Shot para brindar un concierto en Breda. A partir de entonces realizó esporádicas presentaciones en vivo.

## Discografía

### Con Focus
- Moving Waves (1971)

### Como solista
- Cyril (1973)
- Mind Wave (1974)